# Like a Prayer (singel)
Like a Prayer – utwór muzyczny amerykańskiej piosenkarki Madonny pochodzący z jej albumu Like a Prayer z 1989 roku i zarazem pierwszy promujący go singel. Powstał we współpracy z autorem i producentem Patrickiem Leonardem. Jest pop-rockową piosenką z elementami gospelu, w której śpiewa chór kościelny; jej tekst dotyczy duchowych przeżyć związanych z miłością, a także seksem.
Singel był „numerem jeden” w kilkunastu państwach, między innymi Stanach Zjednoczonych i Wielkiej Brytanii. Jeden z największych przebojów w karierze Madonny, który spotkał się z szeregiem pozytywnych opinii ze strony krytyków, pisarzy i uczonych. Do dziś artystka często wykonuje go na żywo, zazwyczaj w towarzystwie chóru. Do piosenki powstał teledysk, który spotkał się z krytyką ze strony środowisk katolickich (między innymi samego papieża) i znalazł się w zestawieniach najlepszych wideoklipów wszech czasów. Ponadto singel wykorzystano w reklamie telewizyjnej napoju Pepsi, która została wycofana po premierze bojkotowanego teledysku.

## Historia

### Geneza i napisanie
Katolicyzm, czy mi się to podoba, czy nie, zawsze miał duży wpływ na moje życie i to dzięki niemu często odczuwam spore poczucie winy i grzechu. Gdy robię coś złego i nie mówię o tym nikomu, boję się, że zostanę ukarana. To właśnie skutek katolickiego wychowania. Zarówno ta piosenka, jak i cały album powstały ze strachu; są to moje modlitwy do Boga, które oceniam jako piękne i boskie.

Po głośnym dla Madonny roku 1987 (film Kim jest ta dziewczyna?, ścieżka dźwiękowa do niego, Who’s That Girl World Tour – pierwsza światowa trasa koncertowa piosenkarki, która objęła duże stadiony na trzech kontynentach), 1988 był znacznie cichszy. Artystka skupiła się na nagrywaniu czwartego albumu i przez kilka miesięcy grała na Broadwayu w sztuce Speed-the-Plow. Sporo wydarzyło się w życiu prywatnym gwiazdy – Madonna rozwiodła się z aktorem Seanem Pennem i skończyła 30 lat, a w tym właśnie wieku zmarła jej matka. Fakt ten poruszył ją i sprawił, że poczuła w sobie winę. W wywiadzie z magazynem „Interview” wypowiedziała się: „Katolicyzm zakłada, że rodzisz się z grzechem i grzeszysz całe życie. Nieważne, jak bardzo starasz się tego unikać, grzech jest w tobie cały czas. Właśnie to obudziło strach, który mnie prześladował i przez cały czas bolał. Tylko muzyka była w stanie sprawić, że o tym zapominałam”. Madonna zrozumiała, że podobnie jak swoi fani dojrzewała, dlatego postanowiła nagrywać muzykę bardziej osobistą i szczerą. W jednym z wywiadów powiedziała: „Chciałam, by album i [tytułowa] piosenka wyrażały to, co czuję. To bez wątpienia był bardzo skomplikowany czas w moim życiu”.
Artystka rozważała kierunek, w jakim należy pójść w pracach nad nowym materiałem, podczas gdy jej producenci Patrick Leonard i Stephen Bray eksperymentowali z pomysłami na nowe piosenki. Obaj chcieli, by tytułowy utwór był unikatowy, jednak tworzyli w zupełnie odmiennych stylach. Madonna uznała, że koncepcje Leonarda są ciekawsze i to z nim postanowiła napisać oraz wyprodukować piosenkę, której wspólnie nadali tytuł „Like a Prayer”. Był to pierwszy utwór, który powstał podczas prac nad albumem, a jego napisanie potrwało około trzech godzin. Piosenkarka wyznała, że podmiotem lirycznym jest młoda dziewczyna „tak zakochana w Bogu, że stał się on najważniejszym mężczyzną w jej życiu”. Inspiracją dla Madonny przy pisaniu tekstu była wiara w transsubstancjację, czyli przemianę substancji podczas Eucharystii: chleba (hostii) w Ciało, a wina w Krew Jezusa Chrystusa. Artystka chciała, by piosenka miała podobną, duchową siłę, a żadne słowo nie padło w niej przypadkowo. Postanowiła, że tekst będzie dwuznaczny, co miało na celu sprowokowanie słuchaczy do myślenia. Leonardowi nie spodobały się aluzje seksualne takie jak: „Gdy wymawiasz moje imię, To brzmi jak mała modlitwa, Klęczę na kolanach, Chcę cię tam zabrać”; producent uznał, że brzmi to jak chęć wykonania fellatio, dlatego poprosił Madonnę o zmianę słów, jednak ta nie zgodziła się.

### Nagranie

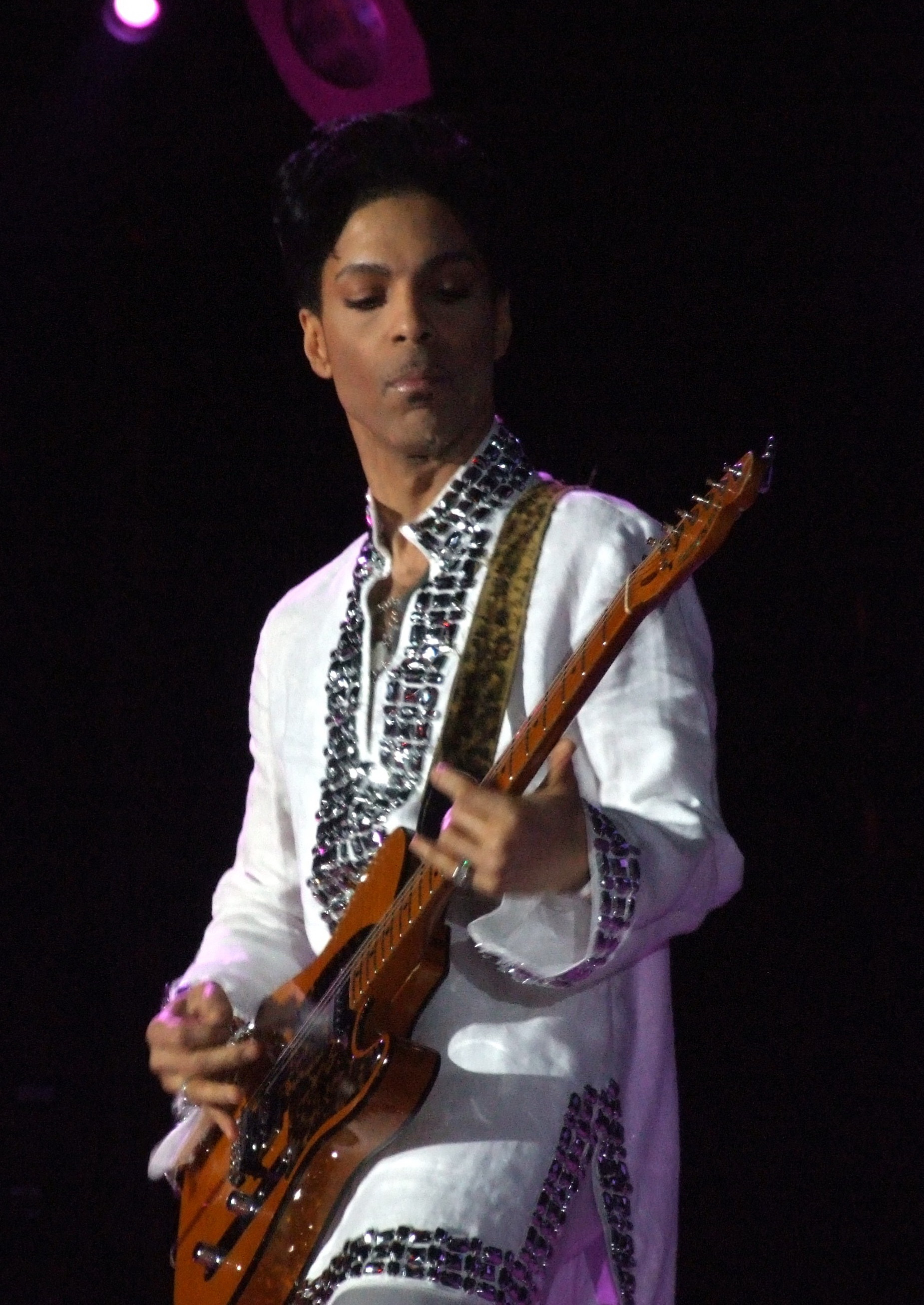
Prince, który zagrał gitarowe intro „Like a Prayer”

Madonna i Leonard uznali, że piosenka nie wymaga długich prac i zostanie nagrana szybko. Duet postanowił zaprosić do nagrania chór z Church of God w Los Angeles, którego liderem był muzyk i pastor Andraé Crouch. Podczas spotkania Madonny i Leonarda z nim i jego menedżerem Roberto Noriegą zadecydowano o zatrudnieniu chóru, jednak wcześniej Crouch chciał wiedzieć, nad czym będą pracować. Powiedział: „Staramy się uważać, by wybierać odpowiednie projekty. Ten nam się spodobał”. Jadąc samochodem wysłuchał wersję demo „Like a Prayer”, podjął się interpretacji tekstu i stworzył koncepcję dla chóru, który spotkał się w studiu Jonny Yuma w Burbank w Kalifornii. Powstałe tam nagranie Leonard chciał wcielić do piosenki w postprodukcji. Kolejnym etapem pracy nad utworem były zmiany akordów. Madonna i Leonard pokłócili się o „mostek” piosenki, co skończyło się opuszczeniem studia przez piosenkarkę. Następnego dnia Leonard zatrudnił gitarzystę Bruce’a Gaitscha i basistę Guya Pratta, którzy mieli zagrać w piosence. Pratt poprosił o pomoc kilku innych muzyków, którzy rano mieli pojawić się w studio, jednak w ostatniej minucie odwołał spotkanie. Niezwykle zdenerwowało to Madonnę, która zaczęła krzyczeć i przeklinać na Leonarda, mimo to zdecydowała się nie zwalniać Pratta natychmiastowo. Gdy rozpoczęły się sesje nagraniowe, piosenkarka dzwoniła do niego pytając o opinie na temat powstającego materiału i zapraszała go do studia, gdzie chciała oświadczyć mu, że został zwolniony.
W międzyczasie Leonard zatrudnił kilku brytyjskich muzyków: Chestera Kamensa, Davida Williamsa i Danna Huffa. Chciał, by „Like a Prayer” i inne powstające piosenki były w stylu „dziwacznego” brytyjskiego rocka. Pomysł nie spodobał się Madonnie, która miała inną wizję ostatecznego brzmienia swojej muzyki. Gdy utwór został nagrany, artystka zarządziła, że zostaną w nim wprowadzone zmiany. Powiedziała perkusiście Jonathanowi Moffetowi, by w „mostku” grał mniej na hi-hatach, a pod koniec wprowadził riff. Pratta poprosiła o całe nuty na końcu piosenki, a Kamensa o zagranie na gitarze w drugiej zwrotce. Gdy w końcu nagrano wszystkie instrumenty strunowe i wokal, Madonna uznała, że utwór jest gotowy i nie trzeba wprowadzać już żadnych poprawek. Leonard wysłał piosenkę Billowi Bottrellowi, który ją zmiksował. Zaraz przed zakończeniem prac nad utworem Leonard uznał, że bongosy i latynoskie perkusje wykluczają się z chórem, dlatego postanowił zrezygnować z tych pierwszych. Ponadto, na samym początku piosenki wykorzystano krótkie intro gitarowe zagrane przez Prince’a, które ten nagrał w swoim studiu w Paisley Park w Minneapolis i wysłał Madonnie. Na własną prośbę nie został jednak wymieniony w spisie twórców. W 2014 roku Leonard wyznał w wywiadzie dla magazynu „Billboard”, iż nie jest pewien, czy w piosence nie wykorzystano innych partii gitarowych Prince’a. Cały proces powstania „Like a Prayer” odbył się pod koniec 1988 roku.

### Wydanie i oprawa graficzna
3 marca w radiu i 6 marca 1989 w sklepach „Like a Prayer” został wydany przez Sire Records na pierwszym singlu zapowiadającym album pod tym samym tytułem. Wydawnictwo ukazało się w różnych formatach: jako kaseta magnetofonowa, płyta kompaktowa (CD) oraz siedmio- i dwunastocalowa płyta gramofonowa. Znalazły się na nich różne wersje i remiksy piosenki. Ponadto stroną B singla był utwór „Act of Contrition” także pochodzący z albumu Like a Prayer. Na dwunastocalowym winylu zamieszczono taneczny remiks autorstwa Shepa PettiBone’a. W 1990 roku ukazała się kompilacja największych przebojów artystki, The Immaculate Collection, na której znalazła się zedytowana wersja remiksu PettiBone’a. Później utwór uwzględniono również na składance Celebration z 2009.
Fotograf Herb Ritts został wybrany przez Madonnę do wykonania okładki albumu Like a Prayer. Piosenkarka postanowiła, że jakieś zdjęcie z sesji zostanie wykorzystane na okładce tytułowego singla. Początkowo miała to być rozmyta fotografia Madonny wydmuchującej dym na własną twarz i trzymającej papierosa w lewej dłoni. Później piosenkarka uznała, że jedno ze zdjęć wykonanych na planie teledysku jest tak piękne, że to ono znajdzie się na okładce „Like a Prayer”. Tylko na okładce dwunastocalowego singla znalazł się obrazek autorstwa brata artystki, Christophera Ciccone, przedstawiający klasyczną katolicką Madonnę z aureolą objętą cierniową winoroślą, przy której kwitnie kwiat. Nad jej głową znajdują się litery MLVC, które są skrótami od pełnego nazwiska piosenkarki: Madonna Louise Veronice Ciccone. Poniżej widać odpadającą z całego napisu literę P, pierwszą w nazwisku Seana Penna, z którym artystka rozwiodła się niedługo przed premierą piosenki. Madonna nie chciała wykorzystać dzieła brata, które mogłoby zwrócić niepotrzebną uwagę mediów. Gdy Ciccone zaprezentował jej pachnące paczulką wonną pudełko z singlem, na którym wykorzystano właśnie tę okładkę, siostra była pod wrażeniem i zgodziła się wykorzystać obrazek.

### Reklama Pepsi
Uważam, że dużym wyzwaniem jest stworzenie reklamy, która ma w sobie jakąś wartość artystyczną. Uwielbiam łączyć sztukę z komercją. O ile mi dobrze wiadomo, spot telewizyjny to także reklama. [Ten stworzony dla] Pepsi jest nietypowym i zarazem świetnym sposobem na wypromowanie mojej płyty.

W styczniu 1989 korporacja PepsiCo ogłosiła podpisanie opiewającej na 5 milionów dolarów umowy z Madonną. Zobowiązywała ona piosenkarkę do nagrania reklamy napoju Pepsi z użyciem utworu „Like a Prayer”, a spółkę do sponsorowania jej najbliższej trasy koncertowej. To pierwszy przypadek w historii, gdy do promocji nadchodzącego singla czy albumu wykorzystano telewizyjny spot. Alan Pottasch pracujący w dziale reklamy Pepsi wypowiedział się: „Zainteresowanie globalnych mediów i wielki debiut tego wyczekiwanego singla, który z pewnością osiągnie sukces, doprowadzą Pepsi do czołowej pozycji w świadomości konsumentów”. Dwuminutowy spot zatytułowano „Make a Wish” („Wypowiedz życzenie”). Przedstawia on Madonnę, która ogląda swoje nagrania wideo z dzieciństwa, a później tańczy na ulicy, w barze i kościele. Równolegle w spocie pokazano artystkę jako dziewczynkę. W ostatniej scenie dorosła Madonna mówi do młodszej: „go ahead, make a wish” („śmiało, wypowiedz życzenie”), a ta zdmuchuje świeczki na urodzinowym torcie.
Zwiastun reklamy został wyemitowany w przerwie podczas gali rozdania nagród Grammy w lutym 1989. Tydzień później cały spot, wyreżyserowany przez Joego Pytkę, zaprezentowano w programie The Cosby Show. Szacuje się, że zobaczyło go ćwierć miliarda ludzi na całym świecie. Dzień po premierze reklamy odbyła się premiera teledysku, który nie spodobał się religijnym ugrupowaniom. Postanowiły one zbojkotować spółki korzystające z napojów Pepsi, takie jak KFC, Taco Bell i Pizza Hut. Choć początkowo PepsiCo nie zamierzało wstrzymać emisji spotu, w końcu postanowiono, że kampania reklamowa zostanie anulowana. Za przyczynę podano różnice między własnymi metodami reklamowymi a celami artystycznymi Madonny. Mimo to, pozwolono piosenkarce zatrzymać 5 milionów dolarów, które otrzymała za nagranie spotu. Najbliższą trasę artystki, Blond Ambition World Tour, w zastępstwie za PepsiCo sponsorowała japońska korporacja Pioneer Corporation. We wrześniu 1989 podczas gali MTV Video Music Awards Madonna odebrała nagrodę za „Like a Prayer” w kategorii wybór widzów. Wyszedłszy na scenę po statuetkę, piosenkarka powiedziała do mikrofonu: „Chciałabym z całego serca podziękować Pepsi za spowodowanie tylu kontrowersji”; akurat producent napojów był sponsorem ceremonii.
Biograf Madonny, Randy J. Taraborrelli, napisał: „Koniec końców, całe zamieszanie wokół «Like a Prayer» tylko uwydatniło fakt, że Madonna jest bystrą biznesmenką, kimś, kto potrafi sprzedać swoją koncepcję”. Choć wówczas nie pozwalano gwiazdom na swobodę artystyczną w kampaniach reklamowych, do których były zatrudniane, Madonna już na samym początku oznajmiła, że chce zrobić wszystko na własny sposób, na co Pepsi przystało. Taraborrelli zauważył, że choć piosenkarka wcale nie chciała, by spółka poniosła porażkę, jej głównym założeniem było konsekwentne realizowanie własnych zamierzeń; okazało się, że nie chciała nawet przytrzymać w reklamie puszki Pepsi. Zdaniem biografa Madonna zapoczątkowała erę powszechnego zatrudniania gwiazd muzyki i sportowców do kampanii reklamowych, choć po niej nikomu nie udało się wywołać tyle zamieszania co jej w nieudanej współpracy z Pepsi.

## Opis i analiza utworu
„Like a Prayer” jest dla mnie bardzo ważną piosenką. Już tworząc ją czułam, że wywrze duży wpływ. Tak naprawdę znaczy dla mnie dużo więcej niż „Like a Virgin”, ponieważ [w przeciwieństwie do „Like a Virgin”] napisałam ją ja, prosto z serca. To bardzo duchowa piosenka; gdy zaczynałam tworzyć ją, jak i cały album [Like a Prayer], czułam duchowe połączenie ze słowami i melodią, czułam siłę, która z nich emanuje.

„Like a Prayer” jest trwającą 5 minut i 41 sekund piosenką nagraną w stylu pop-rock z elementami gospelu i funku. Według danych z serwisu Music Notes prowadzonego przez Alfred Music Publishing, skomponowano ją w metrum 4/4, tonacji d-moll i tempie 120 uderzeń na minutę. Wokal Madonny utrzymuje się od oktawy A3 do F5. W pierwszym refrenie następuje progresja Dm–C–D–Gm–D, a w zwrotce – Dm–C–E–C7–B♭–F–A. W albumowej wersji „Like a Prayer” pojawia się gitara basowa, na której gra Guy Pratt, natomiast w wersji z singla 7-calowego zastępuje go Randy Jackson. Na singlu 12-calowym piosenkę zamieszczono w zremiksowanej, bardziej tanecznej wersji autorstwa Shepa Pettibone’a, który pracował w późniejszych latach z Madonną chociażby nad przebojami „Vogue” i „Erotica”. Zedytowana wersja tego remiksu znalazła się w 1990 na składance The Immaculate Collection.
Utwór rozpoczyna się od dźwięków gitary elektrycznej, które po kilku sekundach się kończą, ustępując miejsca organom i chórowi. Wraz z pierwszym wersem śpiewanym przez Madonnę pojawia się perkusja. Później słychać ją zamiennie z chórem między wersami, aż do drugiego refrenu. W tym momencie rozpoczyna się linia basu. Rikky Rooksby, autor książki The Complete Guide to the Music of Madonna z 2004 roku, nazwał „Like a Prayer” najbardziej skomplikowanym utworem Madonny w karierze. Napisał on, że prawdziwa złożoność zaczyna się po drugim refrenie, gdy jej wokalowi zaczyna towarzyszyć chór. Wtedy piosenkarka powtarza pierwsze wersy piosenki, jednak tym razem przy akompaniamencie syntezatorów i perkusyjnych beatów. Zdaniem Rooksby’ego jej głos podczas śpiewania „Just like a prayer, your voice can take me there, Just like, a muse to me, You’re a mystery”, wsparty przez chór, brzmi jak rodem z dzieł rhythm and blues (R&B). Utwór kończy się refrenem, podczas którego następuje stopniowe wyciszenie. J. Randy Taraborrelli, autor książki Madonna: An Intimate Biography z 2001, podjął się analizy tekstu „Like a Prayer”. Napisał, że składa się on z serii kontrowersyjnych anomalii. Słowa dotyczącą sfery duchowej, ale także cielesnej, a choć na pozór piosenka zdaje się być religijna, to są w niej ukryte aluzje seksualne. Chór gospel uwydatnia spirytualną stronę utworu, a rockowa gitara czyni go mrocznym i tajemniczym.
Lucy O’Brien, autorka Madonna: Like an Icon z 2007, napisała: „Madonna jest tu bezwstydną córką swej matki [zmarłej, gdy ta miała pięć lat – przyp. tłum.], klęczącą w samotności i rozważającą tajemnicę Boga. Śpiewa o byciu wybrańcem, który otrzymał powołanie”. Gavin Edwards z magazynu „Rolling Stone” zinterpretował słowa „I’m down on my knees, I wanna take you there” („Klęczę na kolanach, Chcę cię tam zabrać”): „[Madonna] pragnie boskiej odsieczy i fellatio, a może nawet fellatio z Bogiem”. Michael Campbell, autor Popular Music in America: And the Beat Goes On, zauważył, że piosenka łączy sprzeczne cechy. Prosta, popowa melodia kontrastuje z dojrzałym brzmieniem, rytmem i strukturą. Użycie chóru i organów doprowadziło do rewolucyjnego pomieszania muzyki popowej z religijną, a gospel stał się bardziej mainstreamowy niż był kiedykolwiek. W 1999 na University of Michigan School of Music, Theatre & Dance odbyło się seminarium dotyczące metafor ukrytych w utworze; poprowadzili je profesorowie Martin Katz, George Shirley i Michael Daugherty. Głównym tematem dyskusji była dwuznaczność słowa „like”, która – zdaniem Shirleya – zaciera granice między ludzkim kochankiem a Bogiem, zwłaszcza w słowach „Like a child, you whisper softly to me” („Szepczesz do mnie łagodnie, niczym dziecko”). W opinii Katza teledysk do singla to tylko załagodzone przedstawienie tego, co rzeczywiście można odczytać ze słów utworu.

## Wydania singla i listy utworów
Litery A i B odnoszą się do strony A i strony B.

Winyl 7-calowy (Stany Zjednoczone)
1. „Like a Prayer” (7" Version) – 5:19
2. „Act of Contrition” – 2:18

3-calowy singel CD (Japonia)
A. „Like a Prayer” (7" Version Fade) – 5:19
B. „Act of Contrition” – 2:18
Winyl 12-calowy (Wielka Brytania)
A. „Like a Prayer” (12" Dance Mix) – 7:50
B1. „Like a Prayer” (Churchapella) – 6:14
B2. „Like a Prayer” (7" Remix Edit) – 5:41
Winyl 12-calowy (Stany Zjednoczone)
1. „Like a Prayer” (12" Dance Mix) – 7:50
2. „Like a Prayer” (12" Extended Remix) – 7:21
3. „Like a Prayer” (Churchapella) – 6:14
4. „Like a Prayer” (12" Club Version) – 6:35
5. „Like a Prayer” (7" Remix Edit) – 5:41
6. „Act of Contrition” – 2:19

Promocyjny singel CD (Stany Zjednoczone)
1. „Like a Prayer” (7" Version) – 5:03
2. „Like a Prayer” (7" Remix Edit) – 5:43
3. „Like a Prayer” (7" Dance Edit) – 5:20
4. „Like a Prayer” (12" Dance Mix) – 7:53
5. „Like a Prayer” (12" Club Version) – 6:36

Promocyjny winyl 12-calowy (Stany Zjednoczone)
A1. „Like a Prayer” (12" Dance Mix) – 7:50
A2. „Like a Prayer” (Instra Dub) – 6:01
A3. „Like a Prayer” (Bass Dub) – 5:48
B1. „Like a Prayer” (12" Club Version) – 6:35
B2. „Like a Prayer” (Dub Beats) – 4:40
B3. „Like a Prayer” (7" Remix Edit) – 5:41

## Teledysk

### Powstanie

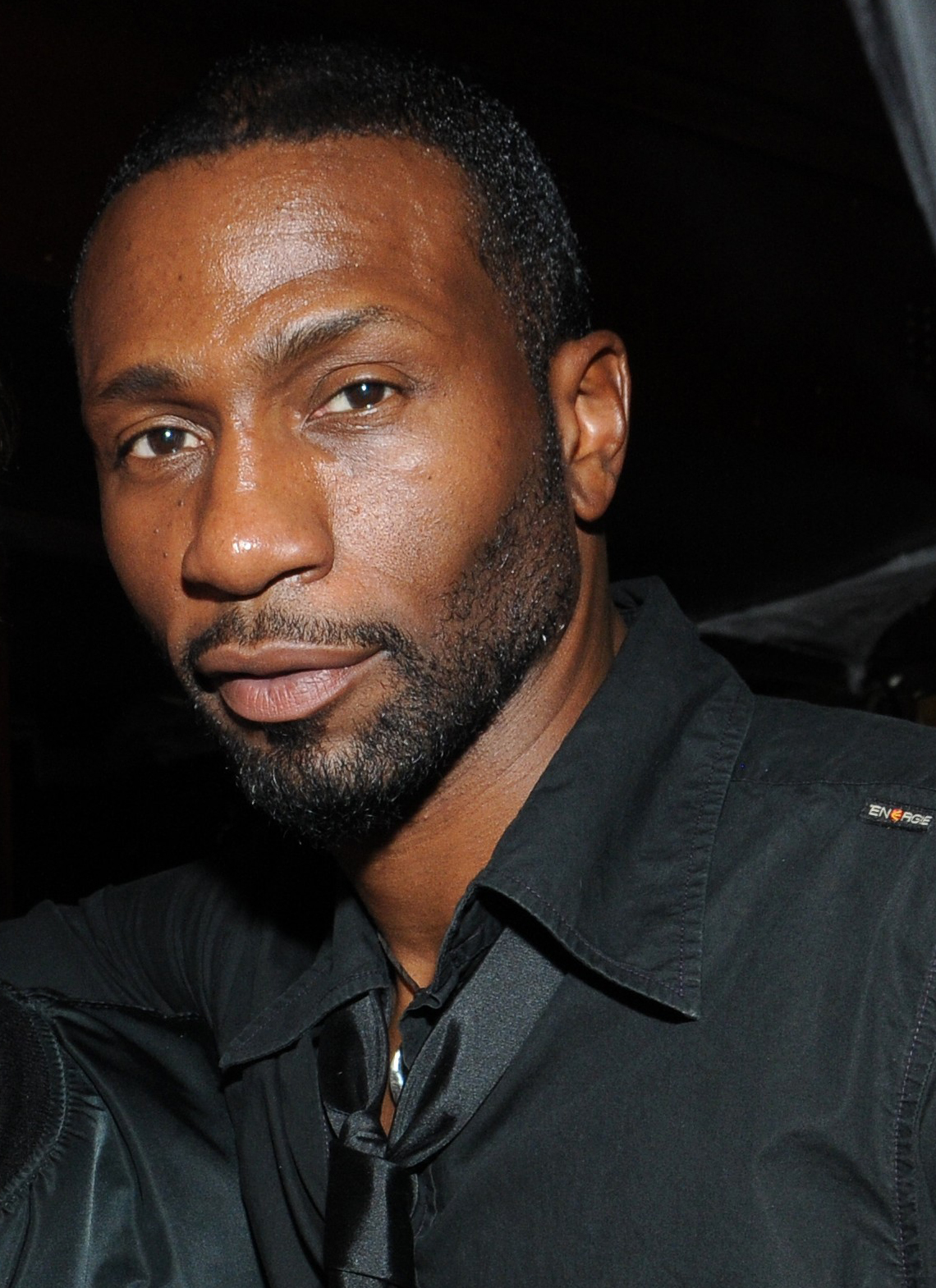
Leon Robinson, który zagrał w teledysku świętego inspirowanego Marcinem de Porrès

Teledysk do „Like a Prayer” wyreżyserowała Mary Lambert, która wcześniej pracowała z Madonną nad teledyskami „Borderline”, „Like a Virgin”, „Material Girl” i „La Isla Bonita”. Zdjęcia powstały w Raleigh Studios w Hollywood i San Pedro Hills w San Pedro, dzielnicy Los Angeles. Piosenkarka chciała, by ten wideoklip był jej najbardziej prowokacyjnym projektem w dotychczasowej karierze. Jej celem było odniesienie się do problemu rasizmu. Początkowo planowała, by teledysk przedstawiał parę, w której jedna z osób jest czarna, a druga biała; oboje mieli być zastrzeleni przez Ku Klux Klan. Później postanowiła zmienić koncepcję, odnosząc się do religijnego klimatu piosenki. Swoją wizję opisała następująco: „Historia odbywa się na południu [Stanów Zjednoczonych], gdzie [biała] dziewczyna zakochuje się na zabój w czarnym mężczyźnie, jednak ich romans jest zakazany. Jako że chłopak śpiewa w chórze, dziewczyna obsesyjnie chodzi do kościoła, by go oglądać. Później całość przeistacza się w wielką historię o rasizmie i fanatyzmie”.
Lambert miała nieco inną wizję teledysku. Uznała, że piosenka dotyczy ekstazy religijnej i seksualnej, dlatego w wideoklipie powinny zostać oba te tematy połączone. Wspólnie z piosenkarką reżyser zadecydowała o wprowadzeniu innego wątku – Madonna ma być świadkiem zabójstwa. Aktor Leon Robinson został zatrudniony do roli świętego, dla którego inspirację stanowił Marcin de Porrès, święty i patron ludzi wielu ras, ale także tych poszukujących harmonii między rasami. Właściwe zdjęcia trwały przez cztery dni, a w piąty dzień nakręcono ponownie niektóre ze scen. Początkowo użyto w roli dekoracji posąg świętego, jednak Lambert stwierdziła, że jest on niepodobny do Robinsona. Postanowiono, iż aktor ma stanąć w bezruchu ze specjalnym makijażem na twarzy, dzięki czemu ma wyglądać jak posąg. Później Robinson wypowiedział się, że ta scena sprawiła mu dużo problemu.

### Streszczenie
Teledysk rozpoczyna się od sceny, w której Madonna biegnie ulicą i staje się świadkiem morderstwa młodej kobiety, jest jednak zbyt wstrząśnięta, by poczynić jakiś krok. Chwilę później pojawia się czarnoskóry mężczyzna, który widział incydent i postanawia pomóc, jednak zostaje aresztowany przez policję, która przyjeżdża na miejsce zdarzenia. Mordercy patrzą się groźnym wzrokiem na Madonnę, zaś ta ucieka do kościoła i tam zauważa za kratami posąg czarnoskórego świętego łudząco podobnego do aresztowanego mężczyzny. Główna bohaterka klęka przed nim i zaczyna się modlić, a na twarzy świętego pojawiają się łzy. Następnie Madonna zasypia na kościelnej ławce i śni o tym, że spada z niebios. Nagle pewna kobieta łapie ją i każe robić to, co słuszne. Wciąż we śnie Madonna powraca do posągu, który zamienia się w żywego mężczyznę – tego, który został aresztowany za rzekome zabójstwo. Bohaterka całuje go, bierze nóż i rani się nim w ręce, na których pojawia się krew. Później Madonna śpiewa i tańczy na tle płonących krzyży oraz w kościele, w towarzystwie chóru. Kobieta budzi się i idzie na policję, gdzie zeznaje, że oskarżony jest niewinny. Czarnoskóry mężczyzna zostaje uwolniony zza krat i wraz z Madonną idzie do kościoła, gdzie wspólnie z chórem oboje tańczą. W ostatniej scenie wszyscy obecni się kłaniają i zostaje spuszczona kurtyna.

### Analiza

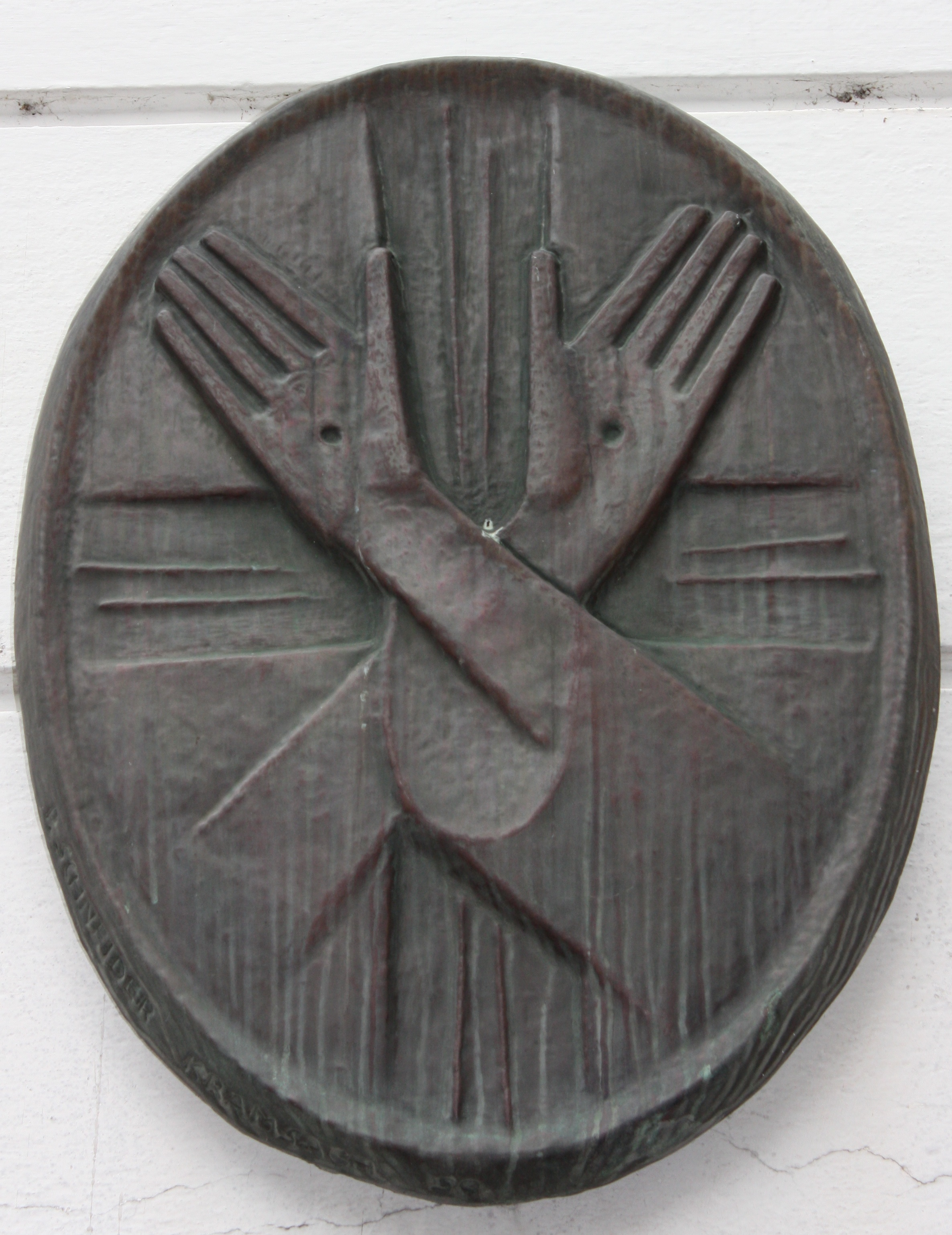
Interpretacje wykazały, że w teledysku na rękach Madonny pojawiły się stygmaty

Badacze i naukowcy podjęli się licznych prób interpretacji teledysku. Allen Metz, jeden z autorów książki The Madonna Companion: Two Decades of Commentary, dokonał analizy początku wideoklipu, gdy Madonna wchodzi do kościoła, a w tle słychać słowa piosenki: „Słyszę jak wymawiasz moje imię i czuję się jak w Domu”. Zdaniem Metza artystka wyraża w ten sposób fascynację hiszpańską kulturą, która obecna jest już w jej wcześniejszych produkcjach. Kobiety ze wschodniej części Harlemu, zwanej hiszpańską, nazywają swój kościół Domem Mamy (la casa di momma); bohaterka grana przez Madonnę zdaje się zatem pochodzić właśnie z Harlemu (dzielnicy czarnoskórych), a równocześnie nawiązywać do Maryi (Madonny). Zdaniem Nicholasa B. Dirksa, autora Culture, Power, History: A Reader in Contemporary Social Theory, kluczowa w całej opowieści jest scena, gdy piosenkarka zasypia i śni o opadaniu z niebios. Mężczyzna uznał, że przyrównuje się ona w ten sposób do Odkupiciela.
Santiago Fouz-Hernández napisał w swojej książce Madonna’s Drowned Worlds, że czarnoskóra kobieta, która chwyta Madonnę we śnie, jest symbolem boskiej siły pomagającej głównej bohaterce w podjęciu właściwej decyzji. Biograf zwrócił uwagę na podobieństwo zewnętrzne między obiema kobietami, które ma wskazywać na fakt, że postać graną przez piosenkarkę uratowała tak naprawdę własna boskość. Robert McQueen Grant, teolog z Uniwersytetu w Chicago, przeanalizował scenę pojawienia się na rękach Madonny krwi. Jego zdaniem są to stygmaty, czyli rany związane ze szczególnym związkiem z Bogiem. Podczas drugiego refrenu zostaje pokazana szczegółowo scena zabójstwa, gdy główna bohaterka zaczyna się utożsamiać z ofiarą. W tym samym czasie słychać słowa piosenki: „Gdy wymawiasz moje imię, brzmi to jak mała modlitwa”. Postać Madonny nie decyduje się jednak pomóc kobiecie, co – zdaniem Freyi Jarman-Ivens, współautorki Madonna’s Drowned Worlds – ma wskazać na fakt, że boskość nie jest w stanie uratować. Groźny wzrok członka gangu w kierunku Madonny ma z kolei potwierdzić regułę, że gdy biali mężczyźni gwałcą lub zabijają kobiety, a winnymi nazywają czarnoskórych, to właśnie oni trafiają do więzień.
Metz zauważył ponadto nawiązania do filmu Missisipi w ogniu z 1988 roku. Scena tańca na tle płonących krzyży przypomina tę, w której zostaje zamordowana trójka pracowników cywilnych, natomiast fakt, że do chóru w kościele dołącza czarnoskóry mężczyzna, stanowi nawiązanie do tego, że w filmie przeciwko Ku Klux Klanowi protestował wyłącznie jeden bohater, właśnie czarnoskóry. Zdaniem Metza Madonna chciała w symboliczny sposób kontynuować jego protest. Poza tym płonące krzyże to symbol Ku Klux Kalnu. Carol Benson, współautor The Madonna Companion: Two Decades of Commentary, doszedł do wniosku, że sceny erotycznej relacji między główną bohaterką a świętym, tańca na tle płonących krzyży czy krwawiącego oka posągu prowadzą do konkluzji, iż czarni mężczyźni zakochani w białych kobietach są męczennikami. Grant wyraził nadzieję, że głównym przesłanie teledysku jest takie, iż wszystkie rasy są równe. Judith Marcus napisała w książce Surviving the Twentieth Century, że celem piosenkarki było zaatakowanie Kościoła i krytyka jego opinii na temat roli kobiet w społeczeństwie. Profesor Maury Dean zauważył także, że w finalnej scenie, gdy opada kurtyna i wszyscy się kłaniają, sukces Madonny (uwolnienie mężczyzny) świadczy o feministycznym wydźwięku wideoklipu.

### Odbiór, protesty i wpływ na popkulturę

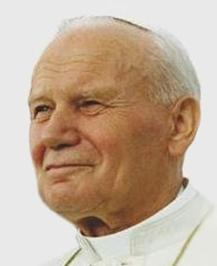
Teledysk bojkotował sam papież Jan Paweł II

Biograf Randy J. Taraborrelli napisał w swojej książce Madonna: An Intimate Biography: „Madonna tańczyła w [teledysku] tak, jakby wiedziała, że wywoła poruszenie i nie mogła się doczekać na rozwój wydarzeń”. Już przedstawiciele MTV zaraz po premierze nazwali wideoklip najbardziej kontrowersyjnym w karierze piosenkarki. Phil Kloer piszący dla gazety „Record-Journal” wyraził opinię, że wykorzystywanie przez Madonnę symboliki zła w celu zwiększenia sprzedaży płyt jest godne potępienia. David Rosenthal z „The Spokesman-Review” przyznał, że nie rozumie przesłania wideoklipu, ale jego część wizualną uważa za oszałamiającą. Edna Gunderson w artykule dla „USA Today” napisała, że nie rozumie poruszenia związanego z teledyskiem: „Madonna jest grzeczną dziewczynką, która ratuje inną osobę. O co chodzi?”. Chris Willman napisał w gazecie „Los Angeles Times”: „Madonna bez wątpienia przyznałaby, że krytycy przesadzają z rozprawianiem się na temat jej seksualności w teledysku, która – nie licząc nieskromnej sukienki – jest przecież bardzo niewielka [...]. Co najlepsze, ten koncepcyjny popowy wideoklip jest wskrzeszeniem niemego filmu, w którym historię opowiada się bez słów”. Zdaniem profesora Martina Katza z University of Michigan teledysk do singla to tylko załagodzone przedstawienie tego, co rzeczywiście można odczytać ze słów utworu.
Donald Wildmon, przewodniczący American Family Association, nie krył oburzenia: „Madonna, która reprezentuje Chrystusa, pokazuje się w scenie sugerującej, że kocha się z księdzem, oczywiście po to, by uwolnić jego stłumioną seksualność. Dla chrześcijan to odrażające”. Sam papież Jan Paweł II domagał się zakazania Madonnie jakiegokolwiek pojawiania się we Włoszech. Protesty w tym kraju doprowadziły do tego, że publiczna telewizja RAI zdecydowała się wstrzymać emisję teledysku. Mimo to skandal nie przeszkodził wideoklipowi w odniesieniu sukcesu. Madonna otrzymała dzięki niemu nominacje w kategoriach teledysk roku i wybór widzów w plebiscycie MTV Video Music Awards w 1989, ostatecznie wygrywając w drugiej, a w pierwszej przegrywając z „This Note’s for You” Neila Younga. Telewizja MTV przyznała mu pierwsze miejsce w zestawieniu 100 wideoklipów, które złamały zasady, a widzowie w głosowaniu z okazji 25. urodzin stacji okrzyknęli go najbardziej przełomowym, jaki kiedykolwiek powstał. Teledysk znalazł się na dwudziestym miejscu listy najlepszych w historii według „Rolling Stone’a” i drugim według VH1. W plebiscycie „Billboardu” internauci przyznali mu drugie miejsce spośród najlepszych wideoklipów lat 80., zaraz za „Thrillerem” Michaela Jacksona.
Zdaniem Michaela Campbella, autora książki Popular Music in America: And the Beat Goes On, Madonna wniosła z teledyskiem do „Like a Prayer” coś nowego do popkultury – nastąpiła sytuacja, gdy teledysk był samodzielnym podmiotem, a nie tylko dodatkiem do utworu. Mężczyzna zauważył, że w wideoklipie nie widać przez cały czas, żeby artystka śpiewała, mimo że słychać jej głos; zamiast tego pojawia się dużo obrazów przedstawiających główną akcję. Jego zdaniem stanowi to przełom w dziedzinie medium, jakim jest teledysk, ale także w karierze samej Madonny; w 1989 odległą przeszłością były już teledyski takie jak jej „Everybody” z 1982, który wygląda tylko jak nagrany występ z piosenką.

## Wykonania na żywo

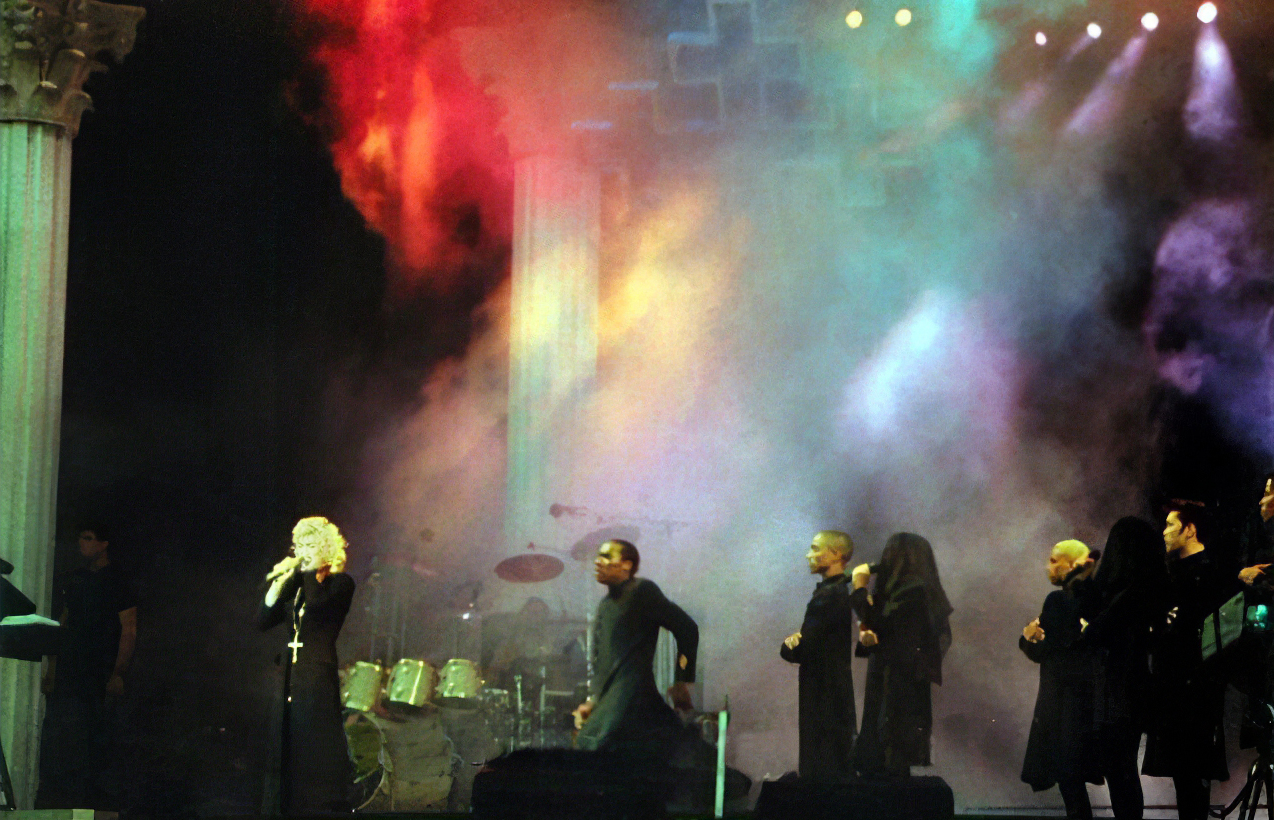
Madonna wykonując „Like a Prayer” podczas koncertu w Londynie w ramach trasy Blond Ambition World Tour (1990)

Podczas Blond Ambition World Tour w 1990 roku „Like a Prayer” pojawiał się zaraz po utworze „Like a Virgin”, który Madonna śpiewała leżąc na wielkim łożu. Rekwizyt znikał ze sceny, ustępując miejsca setkom płonących świec. Po zakończeniu poprzedniej piosenki artystka wymawiała nagle słowo God (Bóg) i ubierała sugestywną czarną szatę, która – zdaniem biografa Georges’a-Claude’a Guilberta – przypominała strój czarnej wdowy, a także naszyjnik z krzyżem. Na początku Madonna klęczała, podczas gdy tancerze za nią wymawiali kilkakrotnie słowa „Oh my God” („O, mój Boże”); następnie wstawała, by zaśpiewać piosenkę i wspólnie z tancerzami wykonać układ choreograficzny. Później dołączyły do nich na scenie dwie chórzystki przebrane za zakonnice. Zapis tego występu ukazał się na dwóch oficjalnych nagraniach trasy: VHS-ie i LaserDiscu Blond Ambition: Japan Tour 90 nagranym w Jokohamie oraz Blond Ambition World Tour Live zarejestrowanym w Nicei i wydanym tylko na LaserDiscu. W 2003 roku Madonna dała serię kameralnych występów promujących album American Life. Jednym z nich był krótki koncert nagrany 22 kwietnia w studiu MTV przy Times Square i wyemitowany pod tytułem Madonna: On Stage and On the Record, podczas którego, obok czterech premierowych piosenek, artystka zaprezentowała po raz pierwszy na żywo od trzynastu lat „Like a Prayer”. Na scenie towarzyszyli jej muzycy i kilkunastoosobowy chór. 9 maja Madonna znów zaśpiewała przebój z 1989 roku, tym razem w trakcie spotkania z fanami w sklepie HMV przy Oxford Street w Londynie.

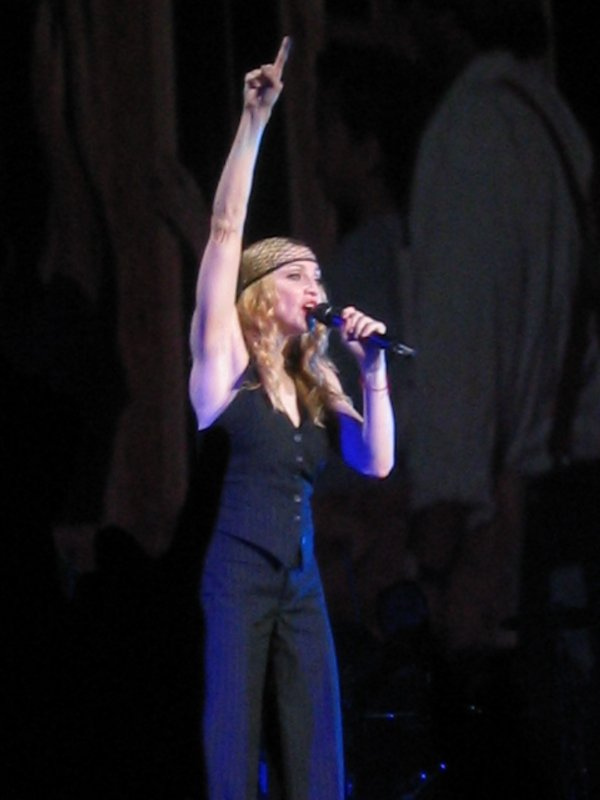
Madonna wykonując „Like a Prayer” podczas koncertu w Nowym Jorku w ramach trasy Re-Invention World Tour (2004)

Podczas Re-Invention World Tour w 2004 roku artystka zaprezentowała spokojną wersję utworu z elementami gospelu, zachęcając publiczność do śpiewania tych fragmentów, gdzie w pierwotnej (albumowej) wersji słychać chór. Na telebimie w tle pojawiały się hebrajskie litery, z których utworzono żydowskie 72 imiona Boga, a także ujęcia śpiewającego chóru gospel złożonego wyłącznie z czarnoskórych ludzi. Dziennikarz amerykańskiego internetowego Slant Magazine napisał w recenzji jednego z koncertów, że występ był bardzo radosny, natomiast Liz Smith z „New York Post” nazwała go „przywołaniem boskiej inspiracji”. Wykonanie znalazło się na albumie koncertowym z Paryża pod tytułem I’m Going to Tell You a Secret. 2 lipca 2005 roku Madonna zaśpiewała trzy piosenki na scenie w londyńskim Hyde Parku w ramach jednego z dziesięciu koncertów Live 8, zorganizowanych w celu zwrócenia uwagi na problemy Afryki. Artystka zaprezentowała „Like a Prayer” w wersji podobnej do tej z trasy, tym razem wraz z chórem. Na scenie towarzyszyła jej Birhan Woldu, którą dwadzieścia lat wcześniej pokazano na koncercie Live Aid jako ofiarę klęski głodu w Etiopii z lat 1984–1985. Recenzent Fox News wspomniał, że Madonnie skutecznie zachęcała publiczność do kołysania się i klaskania, a także pochwalił ją: „Nigdy nie wyglądała tak dobrze [...]. Jej głos jest bogaty, prężny i idealny”.

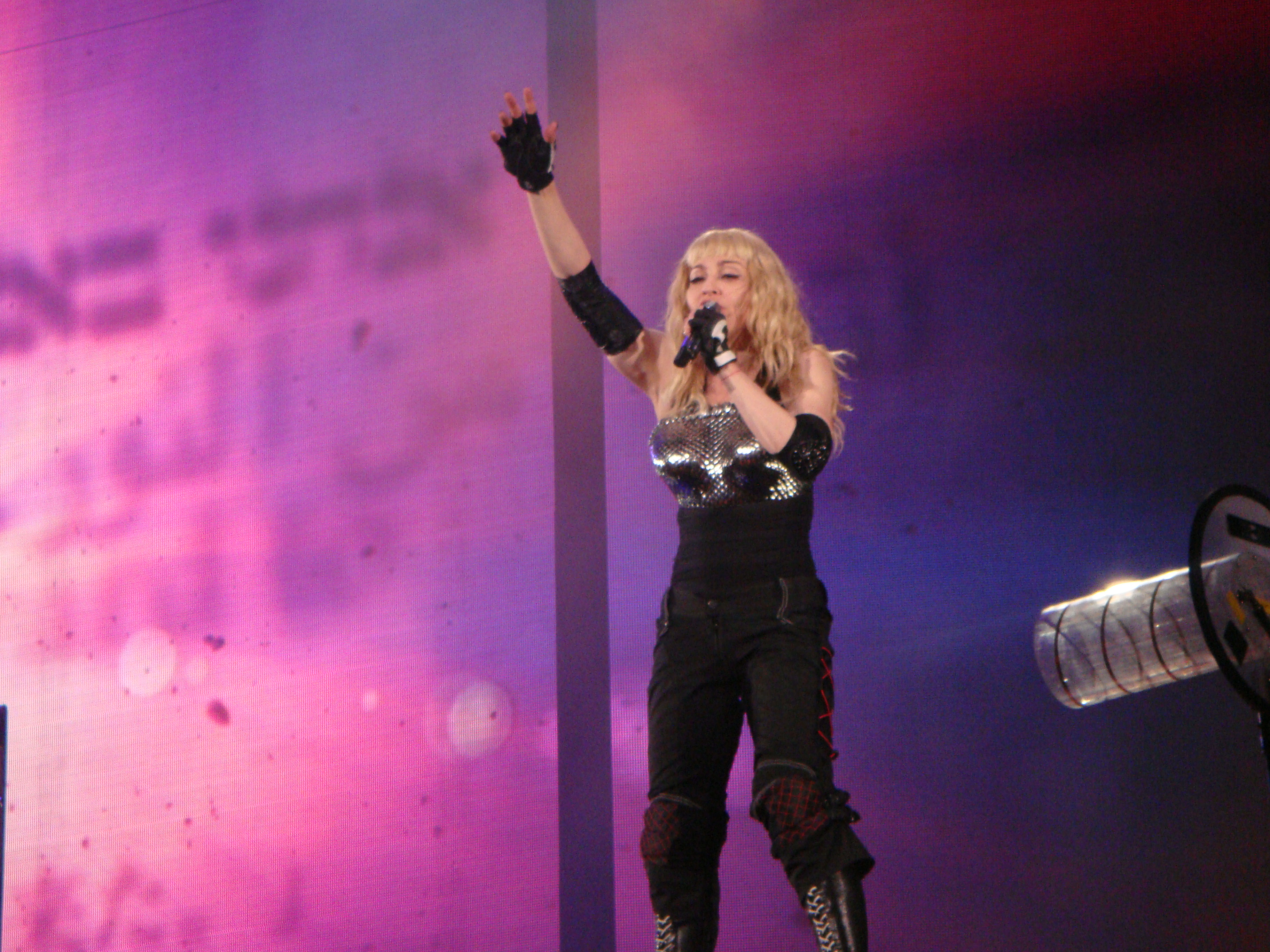
Madonna wykonując „Like a Prayer” podczas koncertu w Monachium w ramach trasy Sticky & Sweet Tour (2008–2009)

Podczas Sticky & Sweet Tour w 2008 i 2009 roku „Like a Prayer” był jednym z ostatnich utworów, które śpiewała piosenkarka. Przebój sprzed dwóch dekad pojawił się tym razem w tanecznej wersji z elementami rave i muzyki Bliskiego Wschodu, do której wykorzystano sample z „Feels Like Home” DJ-a Mecka. Na telebimie w tle pojawiały się religijne przesłania o miłości i pokoju, zaczerpnięte z Biblii, Koranu, Tory i Talmudu. Po zakończeniu piosenki wyświetlono napis „We all come from the Light and to it shall we return” („Wszyscy pochodzimy od Światła i tam powinniśmy powrócić”); następnie Madonna śpiewała „Ray of Light” („Promień światła”). Zdaniem recenzenta „Houston Chronicle” artystka wyglądała niczym superbohater, zaś krytyk „The Daily Telegraph” nazwał występ z „Like a Prayer” jednym z najlepszych fragmentów koncertu. Zapis wykonania znalazł się na albumie Sticky & Sweet Tour nagranym w Buenos Aires. 22 stycznia 2010 roku Madonna powróciła do klasycznej wersji przeboju podczas telethonu Hope for Haiti Now: A Global Benefit for Earthquake Relief, którego celem była zbiórka pieniędzy dla ofiar trzęsienia ziemi na Haiti. W nowojorskim studiu artystce towarzyszył chór, gitarzysta i klawiszowiec. Występ pochwalili chociażby recenzenci MTV czy „The New York Times”. Drugi z nich napisał: „Przez 20 lat ta piosenka symbolizowała jedne z najbardziej burzliwych i kontrowersyjnych chwil w życiu Madonny. Dziś, przez te pięć minut, stała się całkiem bezgrzeszna i wyniosła piosenkarkę na poziom wyższy niż kiedykolwiek”.

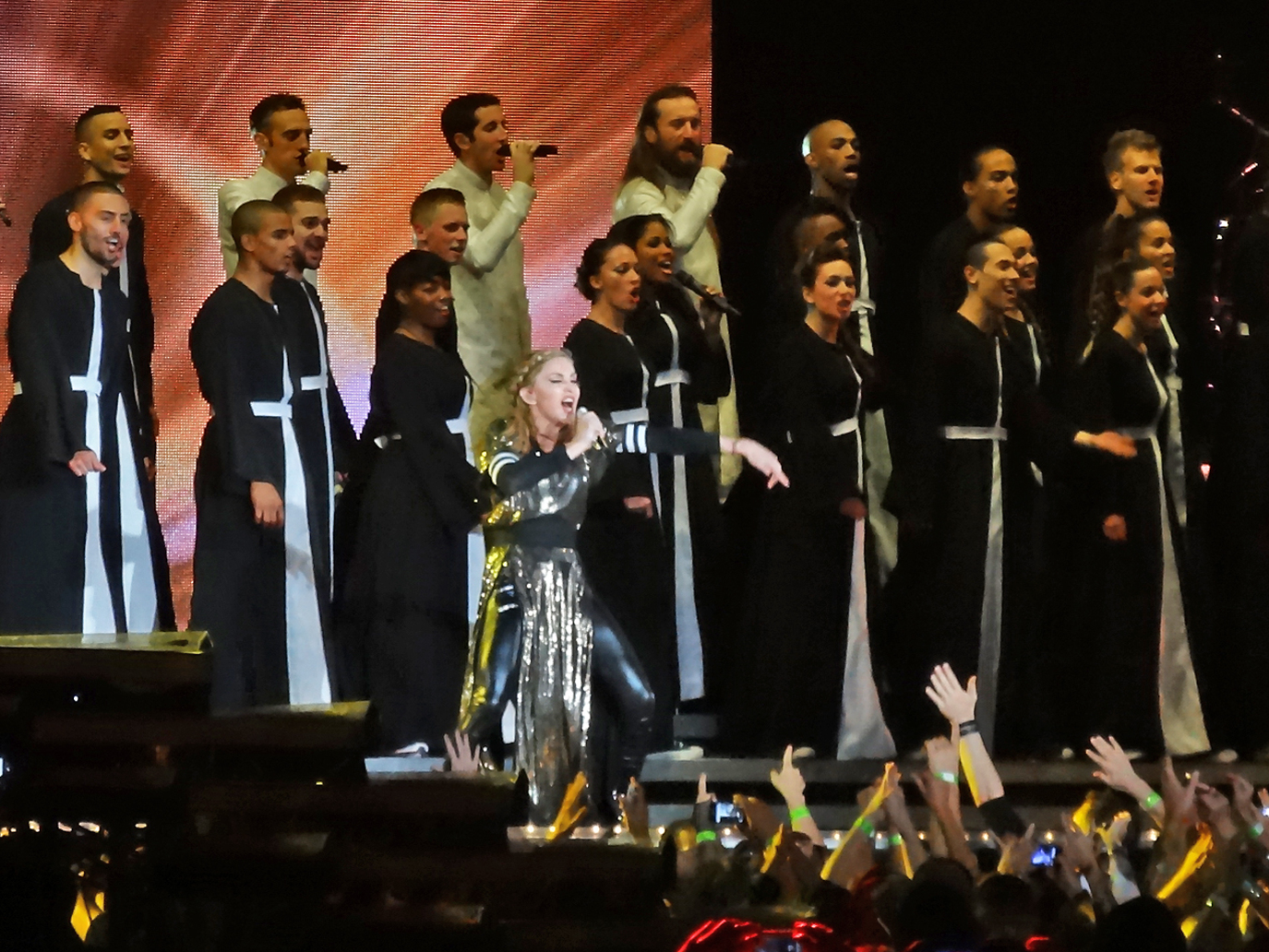
Madonna wykonując „Like a Prayer” podczas koncertu w Nowym Jorku w ramach trasy The MDNA Tour (2012)

5 lutego 2012 roku Madonna zagrała krótki koncert w przerwie Super Bowl XLVI, finałowego meczu ligi futbolu amerykańskiego NFL w sezonie 2011. Spotkanie New York Giants i New England Patriots na Lucas Oil Stadium w Indianapolis oglądało średnio 111,3 miliona ludzi w samych Stanach Zjednoczonych, co stanowi rekord w historii telewizji w tym kraju; o prawie trzy miliony więcej amerykanów obejrzało widowiskowy występ Madonny, podczas którego pojawiło się kilka jej przebojów, w tym – na samym końcu – „Like a Prayer”. Artystka wykonała swój szlagier z 1989 roku w duecie z Cee Lo Greenem i w towarzystwie dwustu chórzystów z okolic Indianapolis; wszyscy ubrani byli w błyszczące szaty. Madonna śpiewała z Greenem na podniesionej platformie, również klęcząc, a pod koniec udała się na tylną część sceny, by zniknąć pod estradą w smugach dymu i zakończyć swój koncert. Na ekranie na płycie stadionu, gdzie wyświetlano wizualizacje, pojawił się napis „world peace” („pokój na świecie”). Marc Schneider w swojej recenzji dla magazynu „Billboard” pochwalił Madonnę za mocny i czysty wokal, a Jon Pareles z „The New York Times” napisał: „piosenka straciła całą swą dwuznaczność, którą można było jej zarzucić w 1989”. Podczas trasy The MDNA Tour, również w 2012 roku, artystka zaprezentowała podobny występ z „Like a Prayer”, który tym razem był przedostatnim wykonywanym utworem. Tancerze i muzycy piosenkarki ubierali szaty, imitując chór, a ona sama zachęcała całą publiczność do wspólnego śpiewania, podchodząc nawet z mikrofonem do niektórych fanów przy scenie. Dave McKenna z „The Washington Post” napisał w swojej recenzji: „«Like a Prayer» wywołał więcej radosnego hałasu i podniecenia niż ktokolwiek mógłby się spodziewać po koncercie w hali, nawet gdy w tej hali występuje ktoś, kto każe swoim fanom czekać na siebie tak długo jak Madonna”. Zapis tego wykonania znalazł się na albumie MDNA World Tour, który powstał głównie w Miami, choć do „Like a Prayer” wykorzystano ujęcia z ponad 50 państw.
„Like a Prayer” nie znalazł się w stałym programie kolejnej trasy Madonny, Rebel Heart Tour, odbytej w 2015 i 2016 roku. Madonna wykonała go jednak podczas niektórych występów, po raz pierwszy 27 października 2015 roku w Inglewood. Utwór znalazł się w trzecim akcie koncertu, a piosenkarka początkowo grała na gitarze akustycznej, a następnie odkładała ją i prosiła publiczność o wspólne śpiewanie. „Like a Prayer” pojawił się między innymi 14 listopada 2015 podczas występu w Sztokholmie, poprzedzony przemową o zamachach w Paryżu z poprzedniego dnia i dedykowany jego ofiarom. Wykonanie z trasy Rebel Heart Tour, zmontowane z występów w różnych miastach, znalazło się jako utwór bonusowy na albumie koncertowym Rebel Heart Tour. 10 grudnia 2015 roku Madonna wraz z gitarzystą Montem Pittmanem i synem Davidem Bandą wykonała „Like a Prayer” podczas spontanicznego występu na Placu Republiki w Paryżu, również dedykowanemu ofiarom zamachów. 7 listopada 2016 roku piosenka była częścią koncertu, który Madonna zagrała w nowojorskim Washington Square Park w ramach poparcia dla Hillary Clinton w wyborach prezydenckich w Stanach Zjednoczonych.
7 maja 2018 Madonna wystąpiła podczas Met Gali w nowojorskim Metropolitan Museum of Art. Przy dźwięku bicia dzwonu pojawiła się na schodach w holu muzeum i wykonała wraz z chórem specjalnie zaaranżowaną wersję „Like a Prayer”, w której słowa refrenu zostały przetłumaczone na łacinę, nawiązując w ten sposób do tematu przewodniego gali („Ciała Boskie: Moda i Wyobraźnia Katolicka”). Następnie zaśpiewała fragment piosenki z nadchodzącego albumu oraz utwór Leonarda Cohena „Hallelujah”. 31 grudnia podczas sylwestrowej zabawy w nowojorskim klubie gejowskim Stonewall Inn wykonała wraz z synem Davidem Bandym akustyczną wersję „Like a Prayer” oraz utwór Elvisa Presleya „Can’t Help Falling in Love”. 18 maja 2019 podczas finału 64. Konkursu Piosenki Eurowizji 2019 w Tel Awiwie Madonna wykonała „Like a Prayer” oraz, wraz z raperem Quavo, premierowy utwór „Future”. Artystka pojawiła się na scenie w kostiumie przypominającym habit i zaśpiewała „Like a Prayer” wraz z około 40-osobowym chórem. Występ spotkał się z negatywnymi recenzjami ze względu na wokal oraz polityczny wydźwięk.

## Odbiór

### Krytyka
„Like a Prayer” spotkał się z dużym uznaniem krytyków. Randy J. Taraborrelli, biograf Madonny, napisał: „[«Like a Prayer»] zasługiwał na całe to zaciekawienie, które wzbudził. Choć jest szatańsko taneczny, równocześnie pokazuje, że Madonna potrafi mieszać w jednej piosence sprzeczne, silne emocje, które sprawiają, że słuchacz drapie się po głowie poszukując odpowiedzi i pragnie więcej”. Stephen Holden, recenzent gazety „The New York Times”, ocenił pozytywnie fakt, że muzyka Madonny ewoluowała z banalnego dance-popu do bogatego, w pełni ukształtowanego popu. Lucy O’Brien pochwaliła piosenkarkę za połączenie seksualności z typowym, popowym tekstem, zaznaczając jednak, że podstawę utworu stanowi modlitwa. „Krótko mówiąc: «Like a Prayer» naprawdę cię tam zabierze” – podsumowała, nawiązując do słów piosenki („Klęczę na kolanach, Chcę cię tam zabrać, [...] Wiesz, że cię tam zabiorę”). Mary Cross napisała w swojej biografii Madonny, że singel jest „połączeniem sacrum i profanum. Na tym właśnie polega sukces «Like a Prayer»”.
Michael Campbell, autor książki Popular Music in America: And the Beat Goes On, porównał „kojącą melodię, która płynie delikatnie pofałdowanymi fazami” z przebojem Steve’a Winwooda pod tytułem „Higher Love” z 1986 roku. Australijski dziennikarz Toby Creswell napisał w swojej książce 1001 Songs: The Great Songs of All Time and the Artists, Stories and Secrets Behind Them: „«Like a Prayer» to piękna piosenka religijna w formie popowej. Bóg gra w niej na perkusji”. Georges Claude Guilbert, naukowiec i autor Madonna as Postmodern Myth: How One Star’s Self-Construction Rewrites Sex, Gender, Hollywood and the American Dream, uznał, że śpiewanie do Boga lub swojej miłości wynosi Madonnę na szczyt własnej boskości. Teolog Andrew Greeley porównał „Like a Prayer” do Pieśni nad pieśniami i pochwalił Madonnę za podkreślanie ideologii feministycznych oraz ukazanie pożądania seksualnego jako coś odkrywczego, kreatywnego.
Stephen Thomas Erlewine z serwisu AllMusic nazwał piosenkę chwytliwą i uznał, że między innymi dzięki niej album Like a Prayer zajmuje szczególne miejsce w dyskografii artystki. Gavin Edwards w recenzji napisanej dla magazynu „Rolling Stone” w 2004 roku nazwał utwór najbardziej transgresywnym w karierze Madonny, która była pełna transgresywnych chwil, a także najbardziej porywającym. Jim Farber z „Entertainment Weekly” napisał: „tytułowy utwór [z Like a Prayer] jest dowodem na to, że piosenki i występy [Madonny] wynoszą ją na wyższy, niebiański wymiar”. Pracujący dla tej samej gazety David Browne w recenzji składanki The Immaculate Collection wyraził opinię, że remiks Shepa Pettibone’a dodaje tekstowi zgryźliwości. Sal Cinquemani z internetowego Slant Magazine napisał: „«Like a Prayer» wspina się ku wysokościom, na które nie dotarła i nigdy nie dotrze żadna inna popowa piosenka. [...] jeśli zdaje wam się, że kościelny klimat [tego utworu] dostarcza religijnych doznań, to nie jest to wcale zbieg okoliczności”.

### Sprzedaż

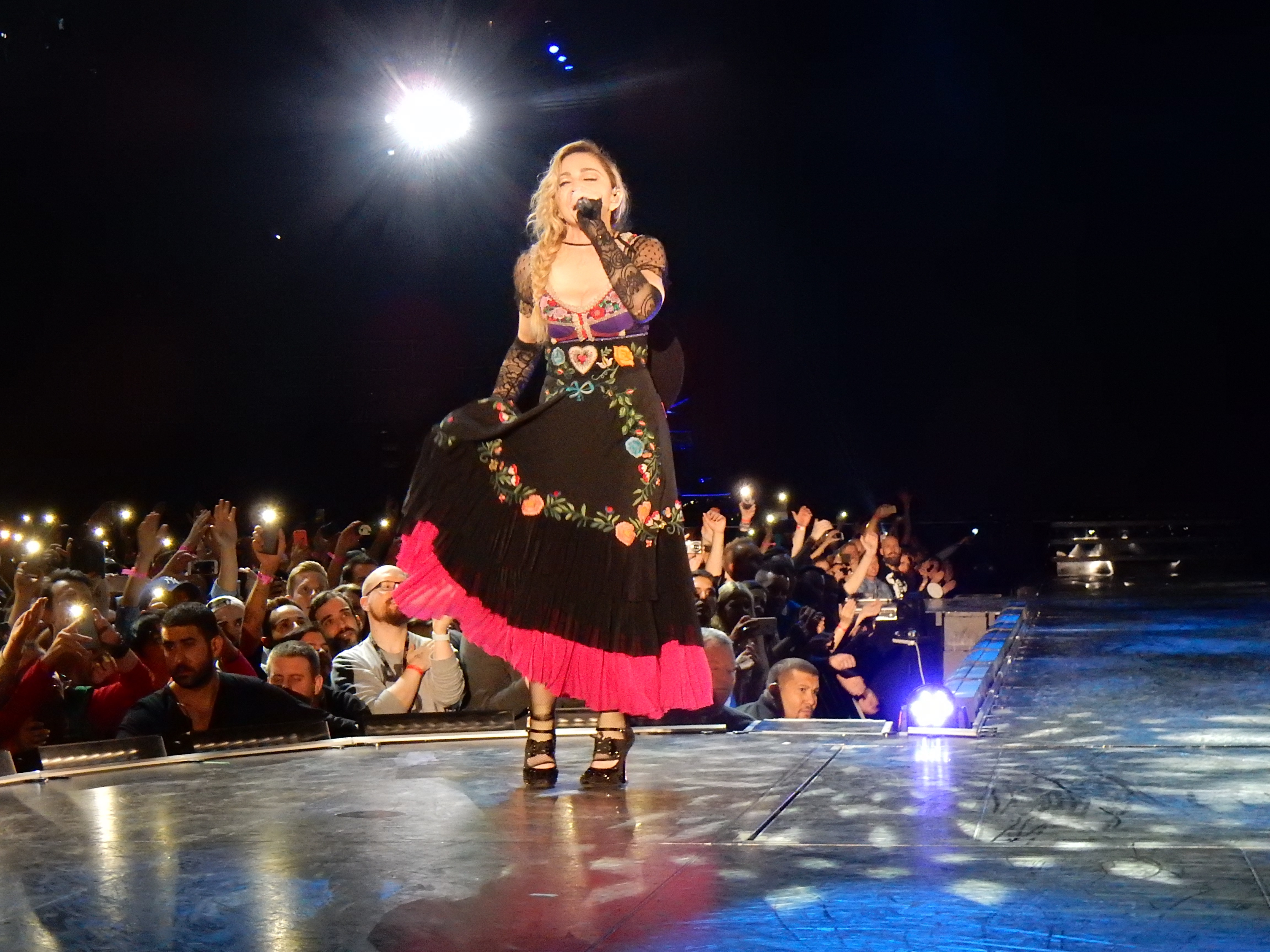
Madonna wykonując „Like a Prayer” podczas koncertu w Sztokholmie w ramach trasy Rebel Heart Tour (2015–2016)

„Like a Prayer” znalazł ponad pięć milionów nabywców na świecie, dzięki czemu plasuje się na liście najlepiej sprzedających się singli. Poza tym piosenka dotarła do pierwszych miejsc na cotygodniowych listach przebojów najpopularniejszych utworów w co najmniej piętnastu państwach, takich jak: Stany Zjednoczone, Wielka Brytania, Kanada, Australia, Nowa Zelandia, Japonia, Belgia, Finlandia, Hiszpania, Holandia, Irlandia, Norwegia, Szwecja, Szwajcaria i Włochy. Była także tak zwanym „numerem jeden” w notowaniu ogólnoeuropejskim, a w Austrii, Francji i Niemczech Zachodnich dotarła do pozycji drugiej.
18 marca 1989 „Like a Prayer” zadebiutował na 38. miejscu listy Hot 100 przygotowywanej w Stanach przez magazyn „Billboard”. Wspinając się ku górze, po pięciu tygodniach dotarł do najwyższej pozycji, gdzie przebywał przez trzy tygodnie, by następnie ustąpić miejsca „I’ll Be There for You” zespołu Bon Jovi. Poza tym piosenka była „numerem jeden” na liście klubowej (Hot Dance Music/Club Play), dotarła do miejsca trzeciego w notowaniu „muzyki dojrzałej” (Hot Adult Contemporary Singles) oraz dwudziestego w zestawieniu hip hopu i R&B (Hot R&B/Hip-Hop Songs). W podsumowaniu największych przebojów 1989 roku w Stanach singel ten znalazł się na pozycji 25. W maju tego samego roku, czyli nieco ponad dwa miesiące od premiery, zrzeszenie Recording Industry Association of America przyznało mu certyfikat platynowej płyty za milion sprzedanych egzemplarzy. W 2005 zaczęto w Stanach prowadzić statystyki dotyczące cyfrowej sprzedaży muzyki. Spośród singli Madonny wydanych przed tym rokiem „Like a Prayer” jest tym, który znalazł najwięcej internetowych nabywców – 443 tysiące (dane z kwietnia 2010).
„Like a Prayer” przez dwanaście tygodni z rzędu, od marca do czerwca 1989, był „numerem jeden” na liście ogólnoeuropejskiej European Hot 100 Singles, poza tym to najlepiej sprzedający się singel roku na kontynencie. W Wielkiej Brytanii zadebiutował na drugim miejscu UK Singles Chart i już w kolejnym notowaniu awansował na najwyższą pozycję, gdzie przebywał w sumie przez trzy tygodnie. Dzięki tej piosence Madonna pobiła rekord – nikt inny nie miał w latach 80. aż sześciu „numerów jeden” w tym państwie. „Like a Prayer” był w Wielkiej Brytanii dziesiątym najlepiej sprzedającym się singlem roku. Zrzeszenie British Phonographic Industry przyznało mu certyfikat złotej płyty za 400 tysięcy kupionych egzemplarzy. W 2010 ogłoszono, że sprzedaż przekroczyła 550 tysięcy kopii.
W Kanadzie „Like a Prayer” dotarł do szczytowej pozycji RPM Singles Chart w dziewiątym tygodniu i pozostał tam przez cztery notowania, poza tym był najlepiej sprzedającym się singlem roku w kraju. W Australii zadebiutował na trzecim miejscu ARIA Singles Chart i przez cztery kolejne tygodnie okupował pozycję pierwszą. W sumie spędził na liście 22 tygodnie i był najlepiej sprzedającym się singlem 1989 roku w Australii. Za sprawą co najmniej 70 tysięcy egzemplarzy pokrył się w tym kraju platyną. W Nowej Zelandii od razu po debiucie na miejscu trzecim piosenka awansowała na szczytową pozycję i w sumie spędziła 13 tygodni na liście RIANZ Singles Chart. W Japonii przez trzy notowania była „numerem jeden” w notowaniu Oricon. W Polsce „Like a Prayer” przez trzy tygodnie plasował się na pierwszym miejscu Listy Przebojów Programu Trzeciego.

### Nagrody i nominacje
| Rok  | Nagroda                | Kategoria                  | Rezultat  |
| ---- | ---------------------- | -------------------------- | --------- |
| 1989 | MTV Video Music Awards | Teledysk roku              | Nominacja |
| 1989 | MTV Video Music Awards | Wybór widzów               | Wygrana   |
| 1990 | American Music Awards  | Ulubiony singel taneczny   | Nominacja |
| 1990 | Juno Awards            | Międzynarodowy singel roku | Nominacja |
| 2001 | MVPA Awards            | MVPA Hall of Fame Award    | Wygrana   |

### Zestawienia
| Rok  | Nazwa                                                 | Autor                                | Pozycja |
| ---- | ----------------------------------------------------- | ------------------------------------ | ------- |
| 1993 | 100 najlepszych teledysków                            | „Rolling Stone”                      | 20      |
| 2001 | 100 najlepszych teledysków                            | VH1                                  | 2       |
| 2003 | 20 najlepszych singli Madonny                         | „Q” (głosowanie czytelników)         | 1       |
| 2004 | 500 najlepszych utworów wszech czasów                 | „Rolling Stone”                      | 300     |
| 2005 | 100 teledysków, które złamało zasady                  | MTV                                  | 1       |
| 2009 | 500 najlepszych utworów od kiedy się urodziłeś        | „Blender”                            | 6       |
| 2010 | 100 najbardziej przełomowych teledysków wszech czasów | MTV (głosowanie widzów)              | 1       |
| 2011 | 10 najlepszych teledysków lat 80.                     | „Billboard” (głosowanie internautów) | 2       |
| 2011 | 100 najlepszych teledysków                            | „NME”                                | 34      |
| 2011 | Najlepsze piosenki popowe w historii                  | „NME”                                | 3       |
| 2014 | 20 najlepszych piosenek popowych kobiet               | „LA Weekly”                          | 2       |
| 2015 | 15 najlepszych piosenek Madonny                       | „Billboard” (głosowanie pracowników) | 1       |
| 2016 | 50 najlepszych piosenek Madonny                       | „Rolling Stone”                      | 1       |
| 2016 | 500 najlepszych piosenek lat 80.                      | Pitchfork Media                      | 50      |

### Covery i przeróbki
„Like a Prayer” nagrali wykonawcy tacy jak John Wesley Harding, Loleatta Holloway, Bigod 20, Lavender Diamond, Straight No Chaser, Dale Earnhardt Jr. Jr., Nolwenn Leroy, Gigi D’Agostino, Marc Almond czy The Rondelles, a także Royal Philharmonic Orchestra. Obsada amerykańskiego serialu Glee zaśpiewała przebój w odcinku „The Power of Madonna”, a ich wykonanie znalazło się na cyfrowym singlu w iTunes Store i minialbumie/ścieżce dźwiękowej Glee: The Music, The Power of Madonna. Cover znalazł się na listach przebojów w Stanach (miejsce 27. na Hot 100 i 10. na Hot Digital Songs), ale także Wielkiej Brytanii (16.), Irlandii (2.), Kanadzie (27.) i Australii (28.). „Like a Prayer” zaprezentowali nie w wersjach studyjnych, ale podczas występów na żywo We Are the Fallen (w wersji gothic metal) i Nelly Furtado.
Wykonująca hi-NRG i eurodance grupa Mad’House zaprezentowała remiks przeboju Madonny w 2002 roku na albumie Absolutely Mad. Ich wersja była hitem w Europie (drugie miejsce na European Hot 100 Singles), docierając do pierwszych pozycji na listach w Austrii, Niemczech, Irlandii i Holandii oraz do czołowych miejsc w Wielkiej Brytanii, Francji, Belgii (regiony Flamandzki i Waloński), Szwajcarii, Szwecji i Danii. W 2010 DJ-owie Meck i Dino połączyli „Like a Prayer” i utwór pierwszego z nich, „Feels Like Home”, w „Feels Like a Prayer”. Piosenka pojawiła się w pierwszych dwudziestkach list w Holandii i Belgii (Flamandzkiej i Walońskiej), zaś w Stanach dotarła do szóstej pozycji na Hot Dance Club Songs. W 2008 sama Madonna wykorzystała elementy oryginalnego „Feels Like Home” w remiksie „Like a Prayer” zaprezentowanym podczas trasy Sticky & Sweet Tour.
Amerykańska wokalistka Christina Aguilera wykonała medley „Like a Prayer” oraz swojego utworu „Makes Me Wanna Pray” podczas meksykańskiego segmentu trasy The X Tour.

### Sprzedaż i pozycje na listach przebojów
| Państwo/Region    | Lista przebojów                    | Pozycja |
| ----------------- | ---------------------------------- | ------- |
| Australia         | ARIA Singles Chart                 | 1       |
| Austria           | Top 40 Singles                     | 2       |
| Belgia            | Top 30 Singles                     | 1       |
| Europa            | European Hot 100 Singles           | 1       |
| Finlandia         | Top 20 Singles                     | 1       |
| Francja           | Top 100 Singles                    | 2       |
| Hiszpania         | Top 20 Singles                     | 1       |
| Holandia          | Top 40 Singles                     | 1       |
| Irlandia          | Irish Singles Chart                | 1       |
| Japonia           | Oricon Singles Chart               | 1       |
| Kanada            | RPM Top Singles                    | 1       |
| Norwegia          | Topp 20 Singles                    | 1       |
| Nowa Zelandia     | Top 40                             | 1       |
| Polska            | Lista przebojów Programu Trzeciego | 1       |
| Polska            | AirPlay – Top (2016)               | 71      |
| RFN               | Top 100 Singles                    | 2       |
| Stany Zjednoczone | Billboard Hot 100                  | 1       |
| Stany Zjednoczone | Hot Adult Contemporary Recurrents  | 3       |
| Stany Zjednoczone | Hot Dance Club Songs               | 1       |
| Stany Zjednoczone | Hot R&B/Hip-Hop Songs              | 20      |
| Szwajcaria        | Singles Top 75                     | 1       |
| Szwecja           | Singles Top 60                     | 1       |
| Wielka Brytania   | UK Singles Chart                   | 1       |
| Włochy            | FIMI Singles Chart                 | 1       |

| Państwo/Region (1989)                    | Pozycja |
| ---------------------------------------- | ------- |
| Australia                                | 1       |
| Austria                                  | 7       |
| Europa                                   | 1       |
| Holandia                                 | 13      |
| Kanada                                   | 1       |
| Stany Zjednoczone (Hot 100)              | 25      |
| Stany Zjednoczone (Hot Dance Club Songs) | 10      |
| Szwajcaria                               | 6       |
| Wielka Brytania                          | 10      |
| Włochy                                   | 5       |

| Państwo/Region | Stowarzyszenie fonograficzne | Certyfikat | Sprzedane egzemplarze |
| --- | ---------------------------- | ---------- | --------------------- |
| Australia | ARIA                         | Platyna    | 70 000                |
| Francja | SNEP                         | Srebro     | 478 000               |
| Hiszpania | PROMUSICAE                   | Złoto      | 25 000                |
| Holandia | NVPI                         | Platyna    | 100 000               |
| Niemcy | BVMI                         | Złoto      | 250 000               |
| Stany Zjednoczone | RIAA                         | Platyna    | 1 000 000             |
| Szwajcaria | IFPI                         | Złoto      | 25 000                |
| Szwecja | GLF                          | Platyna    | 50 000                |
| Wielka Brytania | BPI                          | Złoto      | 550 000               |
| Świat | IFPI                         | –          | 5 000 000             |
| W większości przypadków podano minimalną liczbę egzemplarzy wymaganych do otrzymania danego certyfikatu. Rzeczywista liczba sprzedanych egzemplarzy może być większa. |                              |            |                       |

## Personel
Źródło:

- Madonna Ciccone – wokal, wokal wspierający, autorstwo melodii i tekstu, produkcja
- Patrick Leonard – autorstwo melodii i tekstu, produkcja, aranżacja
- Prince Rogers Nelson – gitara (niewymieniony)[12]
- Andraé Crouch – chór, wokal wspierający
- Bill Meyers – aranżacja
- Bruce Gaitsch – gitara akustyczna
- Chester Kamen – gitara
- Chuck Findley – aranżacja, instrument dęty blaszany
- Dann Huff – gitara
- David Williams – gitara basowa
- Dick Hyde – instrument dęty blaszany
- Donna De Lory – wokal wspierający
- Niki Haris – wokal wspierający

- Geary Lanier – clavinet
- Guy Pratt – programowanie perkusji, instrument dęty blaszany
- Paulinho Da Costa – perkusja
- Herb Ritts – fotograf okładki
- Christopher Ciccone – projektant okładki
- Bob Ludwig – mastering
- Bill Bottrell – miksowanie
- Shep Pettibone – remiksowanie, dodatkowa produkcja, inżynieria dźwięku
- Michael Hutchinson – inżynieria dźwięku (remiks)
- Dave Way – dodatkowa inżynieria
- Fred McFarlane – programowanie
- Junior Vasquez – inżynieria dźwięku
- Bill Bottrell – remiks, dodatkowa produkcja